# Деснянська селищна територіальна громада
Деснянська селищна громада — територіальна громада в Україні, у Чернігівському районі Чернігівської області. Адміністративний центр — селище Десна.
Площа громади — 654,27 км², населення — 9349 мешканців (2018).

## Історія
Утворена 4 вересня 2015 року шляхом об'єднання Деснянської селищної ради та Короп'ївської, Косачівської, Морівської сільських рад Козелецького району.
20 листопада 2018 року добровільно приєдналася Карпилівська сільська рада. 
Відповідно до постанови Верховної Ради України від 17 червня 2020 року «Про утворення та ліквідацію районів», громада увійшла до новоствореного Чернігівського району.

## Населені пункти
До складу громади входять 1 селище (Десна) і 12 сіл: Бір, Виповзів, Карпилівка, Косачівка, Короп'є, Лошакова Гута, Лутава, Морівськ, Отрохи, Рудня, Сорокошичі, Тужар.

## Старостинські округи
- Короп'ївський
- Косачівський
- Морівський[3]